# Rosa Blasi
Pour les articles homonymes, voir Blasi.
Rosa Blasi, née le 19 décembre 1972, à Chicago, est une actrice américaine, connue pour avoir joué le rôle de Lu Delgado dans La Vie avant tout et Barbra Thunderman dans Les Thunderman.

## Filmographie

### Cinéma
- 2004 : Making Changes (Court-métrage) : Deanna
- 2004 : The Grudge de Takashi Shimizu : Maria
- 2007 : Manhattan Samouraï : Une femme en noir
- 2009 : Friends of Dorothy (Court-métrage) : Cameron Lagares
- 2023 : The thunderman return : Barbara thunderman

### Télévision
- 1996 : Surfers détectives (en) (série télévisée)
- 1997 : Mariés, deux enfants (Married with Children) (série télévisée) : Une femme #1
- 1997 : Lost in Earth (série télévisée) : Dawn
- 1997 : Hitz (série télévisée) : April Beane
- 1998 : Frasier (série télévisée) : Une serveuse
- 1998 : Becker (série télévisée) : Carmen
- 1998 : Caroline in the City (série télévisée) : Lana
- 1998 : Holding the Baby (série télévisée) : Wendy
- 1999 : Beverly Hills (série télévisée) : Clara Covington
- 1999 : Le Successeur (Sons of Thunder) (série télévisée) : Marita Cortez
- 1999 : Grown Ups (série télévisée) : Carla
- 1999 : Au-delà des profondeurs (Avalon: Beyond the Abyss) (Téléfilm) : Carolina Marquez
- 1999 : Le Drew Carey Show (série télévisée) : Isabel
- 2000 : V.I.P. (série télévisée) : Cassandra
- 2000 : Noriega : L'Élu de Dieu (Noriega: God's Favorite) (Téléfilm) : Vicky Amador
- 2000-2006 : La Vie avant tout (Strong Medicine) (série télévisée) : Dr. Luisa Delgado
- 2005 : Les Experts : Miami (CSI: Miami) (série télévisée) : Ana Garcia
- 2007 : Eight Days a Week (Téléfilm) : Randi
- 2009 : Melrose Place (série télévisée) : Nicolette Sarling
- 2009 - 2012 : Championnes à tout prix (Make it or Break It) (série télévisée) : Ronnie Cruz
- 2010 : American Dad! (série télévisée) : Jeanine Winthrop (Voix)
- 2010 : Hôpital central (General Hospital) (série télévisée) : Fernanda
- 2010 : Next Stop Murder (Téléfilm) : Heather
- 2010 : Lone Star (série télévisée) : Blake Thatcher
- 2010-2011 : The Whole Truth (série télévisée) : Danni / Dani
- 2011 : Mr. Sunshine (série télévisée) : Jessica
- 2012 : Hot in Cleveland (série télévisée) : Jessica
- 2012 : Adolescents criminels (Teenage Bank Heist) (Téléfilm) : Agent Mendoza
- 2013 : Second Shot (série télévisée) : Julia Rivas
- 2013-2018 : Les Thunderman (série télévisée) : Barbra Thunderman
- 2019 - : Team Kaylie (série télévisée) : Kit Konrad